# روریکیوس پومپیانوس
روریسیوس پومپیانوس (انگلیسی: Ruricius Pompeianus; ۱ ژانویهٔ ۰۳۰۰ – 312) فرماندار پرایتوری اهل روم باستان و فرمانده سواره نظام و پیاده‌نظام تحت ماکسنتیوس، امپراتور امپراتوری روم غربی بود. در حین حفاظت از رودخانه‌های آدیجه وپو (رود) با نیروهای فراوان و هدایت شده استان ونتو، پومپیانوس توسط نیروهای کنستانتین یکم در جریان نبرد ورونا (۳۱۲) کشته شد.